# Behamberg
Behamberg osztrák község Alsó-Ausztria Amstetteni járásában. 2023 januárjában 3479 lakosa volt. 

## Elhelyezkedése

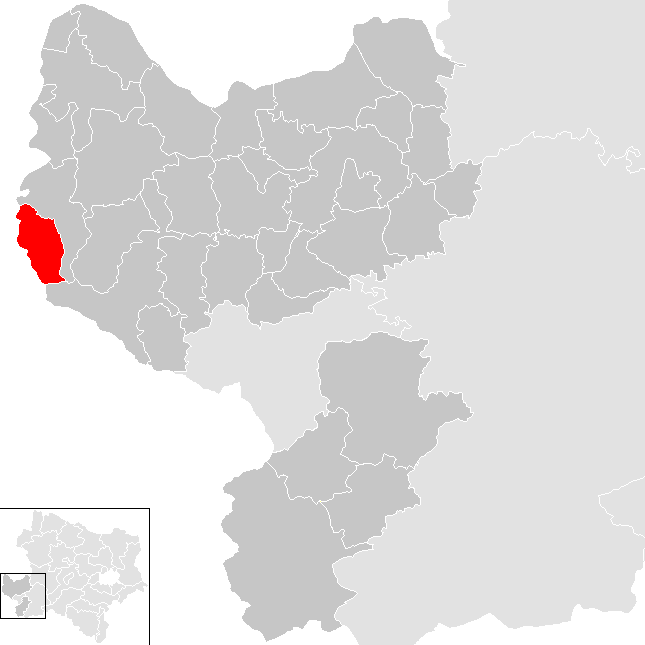
Behamberg az Amstetteni járásban

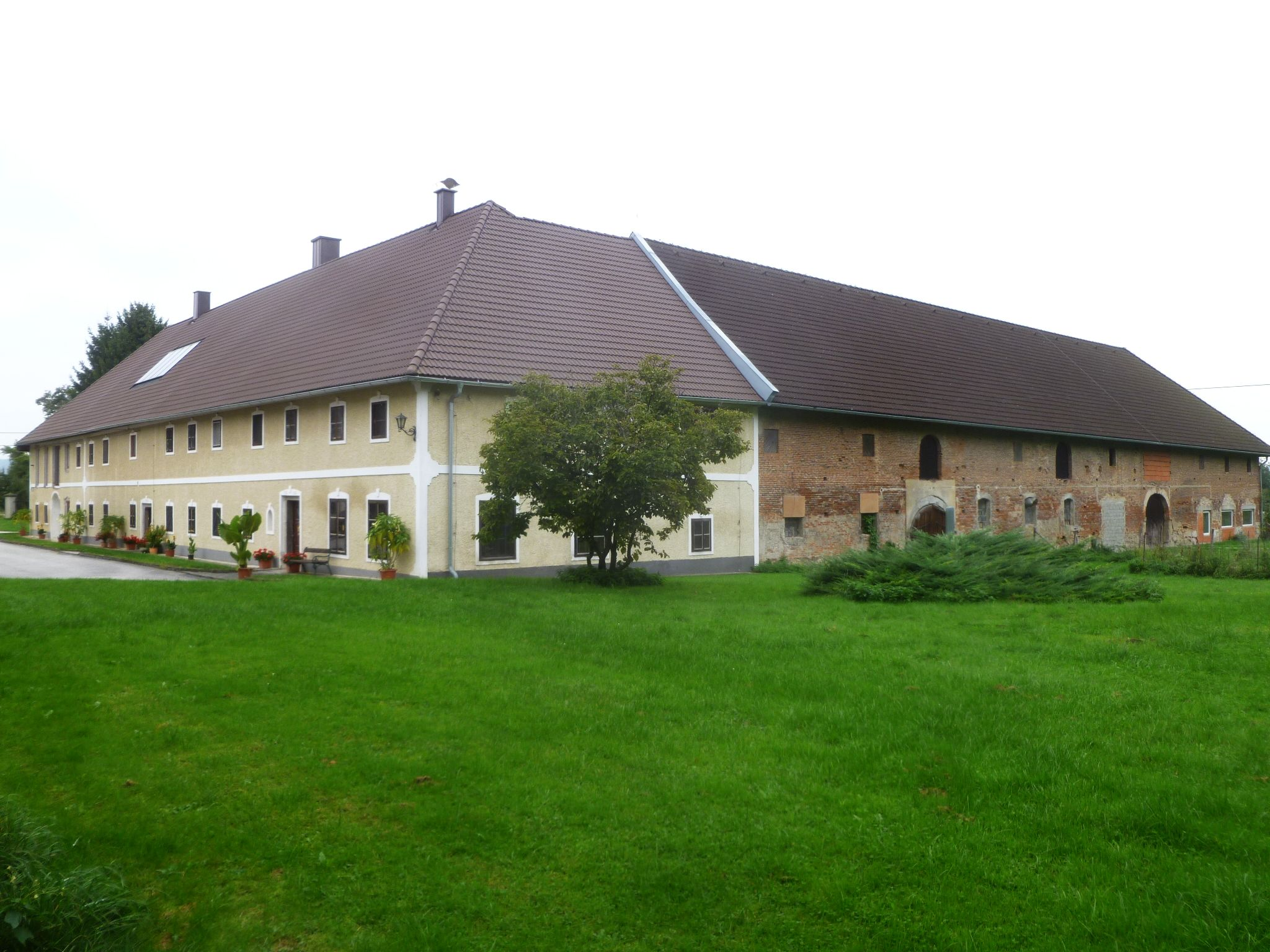
A ramingdorfi kastély

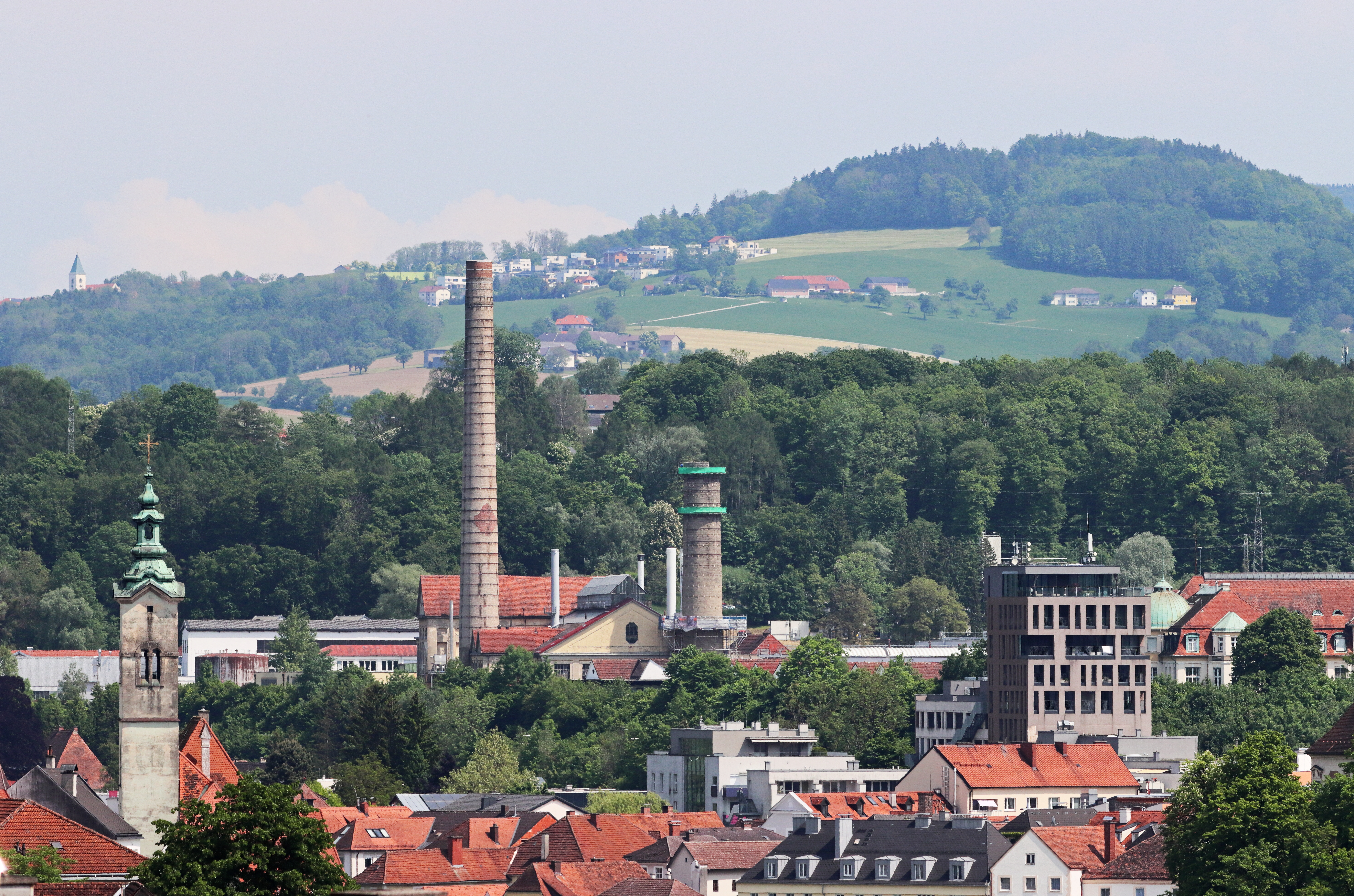
Steyri látkép a háttérben Behamberggel

Behamberg a tartomány Mostviertel régiójában fekszik az Enns folyótól kissé keletre. Területének 16%-a erdő, 70,6% áll mezőgazdasági művelés alatt. Az önkormányzathoz 3 katasztrális község tartozik: Badhof (340 lakos 2023-ban), Penz (2013), Ramingdorf (411) és Wanzenöd (715).
A környező önkormányzatok: északkeletre Haidershofen, délkeletre Sankt Peter in der Au, délre Sankt Ulrich bei Steyr, nyugatra Steyr (utóbbi kettő Felső-Ausztriában).

## Története
Behamberget 1082-ben említik először. 1254 körül II. Ottokár király Ausztriát Alsó- és Felső-Ausztriára osztotta; Behamberg az utóbbihoz került. 1490-ben viszont, Mátyás magyar király az általa megszállva tartott Alsó-Ausztriához csatolta. 
Behamberg területén két vár is állt: az első a bambergi püspökségé volt és 1800 körül teljesen romba dőlt. A másik nemesi családok birtoka volt, míg 1567-ben meg nem vásárolta a dúsgazdag vaskereskedő, Wolf Händl. Az épület a 17. század elején nyerte el mai külsejét. A napóleoni háborúk során a falut háromszor is megszállták a franciák; ezek során a templomot is kifosztották. 
Behamberg még 1836-ban is csak egy nagyon kis falu volt, mindössze kilenc ház állt a templom körül. A mai önkormányzathoz tartozó többi települése is hasonló méretekkel rendelkezett; Ramingdorf volt a legnagyobb a maga 19 házával. 
1850-ben megalakult a községi önkormányzat. 1868-ban a Rudolf-vonal kiépítésével Ramingdorf vasúti megállót kapott. Az 1938-as Anschlusst követő közigazgatási reform során Münichholz és Hinterberg falvakat Steyrhez csatolták. A steyri fegyvergyárak közelsége miatt a második világháborúban Behamberget is többször bombázták. A háború után a megszálló szovjetek katonai bázist létesítettek a községben, mert itt, az Enns mentén húzódott a szovjet és amerikai megszállási zónák határa. 

## Lakosság
A behambergi önkormányzat területén 2023 januárjában 3479 fő élt. A lakosságszám 1910 óta gyarapodó tendenciát mutat. 2020-ban az ittlakók 95,3%-a volt osztrák állampolgár; a külföldiek közül 0,9% a régi (2004 előtti), 2,5% az új EU-tagállamokból érkezett. 1% az egykori Jugoszlávia (Szlovénia és Horvátország nélkül) vagy Törökország, 0,3% egyéb országok polgára volt. 2001-ben a lakosok 90,9%-a római katolikusnak, 1,2% evangélikusnak, 1,5% mohamedánnak, 5,6% pedig felekezeten kívülinek vallotta magát. Ugyanekkor 3 magyar élt a községben; a legnagyobb nemzetiségi csoportot a németeken kívül (96,6%) a horvátok alkották 1%-kal.
A népesség változása:

| 2017 | 3 328 |
| 2018 | 3 387 |

## Látnivalók
- a ramingdorfi kastély
- a Szt. Márton-plébániatemplom

## Fordítás
- Ez a szócikk részben vagy egészben  a   Behamberg című német Wikipédia-szócikk ezen változatának fordításán alapul.  Az eredeti cikk szerkesztőit annak laptörténete sorolja fel. Ez a jelzés csupán a megfogalmazás eredetét és a szerzői jogokat jelzi, nem szolgál a cikkben szereplő információk forrásmegjelöléseként.